# ブランコ島
ブランコ島（ポルトガル語、Ilhéu Branco）とは、アフリカ大陸のすぐ西の大西洋上に存在する、バルラヴェント諸島を構成する小さな島の1つである。バルラヴェント諸島の中では中央部に存在するサンタ・ルシア島のすぐ南東の海上に位置している。なお、ブランコ島はカーボベルデに属していて、かつては流刑者がいたものの、現在は無人島である。

## 概要

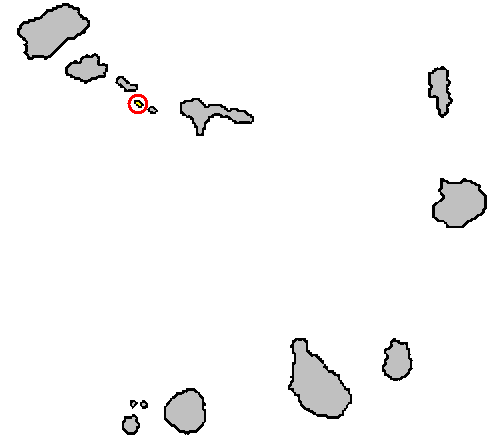
ブランコ島の位置。

ブランコ島（Ilhéu Branco）というのは、ポルトガル語で「白い小さな島」という意味である。この島は、長さ約4キロメートル、幅約1キロメートルの、長方形のような形をしているものの、面積は約3平方キロメートルである。島は岩がちで、その海岸線はほとんど断崖であるため、この島に上陸するのは難しい。島内で最も高い場所の標高は、約327メートルである。
かつてこの島と、すぐ近くにあるラソ島だけに生息していたオオスベトカゲは、ヒトによって乱獲されて絶滅した。その一方、鳥類にとっては、現在でも重要な生息地の1つとなっている。